# Petro Dorochenko
Cet article possède un paronyme, voir Petro Porochenko.
Petro Dorochenko (né en 1627 - mort le 19 novembre 1698), est un hetman de l'Ukraine de la rive droite (1665-1676), hetman de l'Ukraine (1668-1669) et voïvode de Viatka (Russie).

## Biographie

### Jeunesse
Petro Dorochenko est né en Tchyhyryne, d'une famille noble cosaque. Son père, inscrit sur le registre cosaque, avait le grade de colonel, et son grand-père Mykaïlo Dorochenko portait le bulava dans les années 1620 comme hetman de l'armée cosaque.
Bien qu'on ne sache pas où Dorochenko a étudié, il ne fait aucun doute qu'il ait reçu une excellente éducation. Dorochenko parlait couramment le latin et le polonais et avait une vaste connaissance de l'histoire. En 1648, Dorochenko rejoint les forces de Bohdan Khmelnytsky dans son soulèvement contre la domination polonaise de l'Ukraine. Dans les premiers stades de l'insurrection, Dorochenko sert à la fois comme militaire dans le régiment de Tchyhyryne (en) et comme diplomate. En 1657, il est nommé colonel du régiment de Prylouky (en). Dorochenko soutient l'élection d'Ivan Vyhovsky pour succéder à Khmelnytsky décédé en août. Il aide le nouvel hetman à réprimer le soulèvement pro-russe de Yakiv Barabach (en) et Martyn Pouchkar, un conflit fratricide et sanglant qui cause la mort d'environ 50 000 personnes.

### Hetmanat et Traité d'Androussovo
En 1663, l'hetman Pavlo Teteria le nomme au rang de iessaoul (général). Dorochenko devient rapidement le leader du Starshina (en) cosaque. Avec le soutien des Tatars de Crimée et de l'Empire ottoman, il écrase les bandes de cosaques pro-russes avant d'être nommé hetman de l'Ukraine de la rive droite en 1665.
Afin de renforcer son nouveau poste, Dorochenko introduit des réformes dans l'espoir de gagner le respect des Cosaques. Il organise des conseils où il écoute les opinions des classes inférieures. Pour ne pas dépendre du Starshyna, l'hetman créé les régiments Serdiuks composés de 20 000 unités d'infanterie mercenaires, et qui ne prennent les ordres que de lui-même.
Comme jusqu'ici tous les hetmans de la rive droite, Dorochenko suit le courant pro-polonais, mais après la signature du traité d'Androussovo et la partition de l'Ukraine entre la Russie et la Pologne qui en découle, il commence à changer de politique et recherche le soutien de l'Empire ottoman.

### Guerre contre la Pologne et alliance ottomane
À la fin de l'année 1667, Dorochenko, avec le soutien des Tatars de Crimée, vainc les forces polonaises à la bataille de Brailiv en Podolie. L'opposition se mobilise alors contre lui, et sous la conduite de l'ataman Ivan Sirko, stoppe son avancée contre les Polonais. Dorochenko et ses hommes franchissent le Dniepr pour soutenir un soulèvement contre Ivan Briukhovetsky (en) qui dirige la rive gauche. Après l'exécution de Briukhovetsky, le 8 juin 1668, Dorochenko est proclamé hetman de toute l'Ukraine. Après avoir réuni l'Ukraine, Dorochenko atteint l'apogée de sa puissance. Ses nombreux ennemis s'unissent contre lui. Une nouvelle offensive polonaise le force bientôt à regagner la rive droite. Avant de franchir à nouveau le Dniepr, Dorochenko nomme Demian Mnohohrichny hetman de la rive gauche par intérim.
En janvier 1668, le Conseil des officiers réuni à Tchyhyryne exprime son soutien pour le projet d'alliance avec l'Empire ottoman. À l'automne 1668, une délégation cosaque est envoyée à Istanbul avec une proposition d'alliance militaire entre l'État Cosaque et l'Empire ottoman. L'alliance est de nouveau approuvée lors de la réunion du conseil cosaque du 10 au 12 mars 1669, avant d'être définitivement proclamée par le sultan Mehmed IV le 1er mai 1669.

### Séparatisme de Mnohohrichny, Sukhoviy et Khanenko
Dans le même temps, à l'automne 1668, Demian Mnohohrichny fait allégeance au Tsarat de Russie. Le 13 mars 1669, son poste de hetman est confirmé. Toujours à l'automne 1668, des Cosaques zaporogues qui s'opposent à Dorochenko élisent un nouvel hetman, le chancelier zaporogue Petro Sukhoviy, qui a également obtenu le soutien des Tatars de Crimée. Sukhoviy conteste la légitimité de Dorochenko, mais il est défait à la bataille d'Olkhivets par les troupes de Petro Dorochenko et d'Ivan Sirko. À l'été 1669, Sukhoviy, avec l'aide des Tatars, attaque Dorochenko. Mais les Ottomans demandent aux Tatars de retirer leur soutien à Sukhoviy. En juin 1669, Sukhoviy est déposé et supporte l'élection de Mykhaïlo Khanenko, colonel du régiment d'Ouman. Sukhoviy se réfugie finalement en Crimée, après la défaite de Khanenko à la bataille de Stebliv le 29 octobre.
En 1670, Dorochenko tente sans succès de faire revivre les principes du Traité d'Hadiach signé en 1658. Le 2 septembre 1670 à Ostroh, les envoyés de Khanenko parviennent à conclure un traité avec les Polonais, qui reconnaissent Khanenko comme hetman et lancent une invasion massive sur la rive droite.

### Guerre contre la Pologne et la Russie
En 1672, avec une force de 12 000, Dorochenko soutient les 100 000 hommes de l'armée ottomane qui envahissent la Pologne, renversent l'armée polonaise à la bataille de Chertvenivka et font le siège de Kamianets (en) qu'ils capturent et saccagent ainsi que Lviv. La guerre prend fin avec la prise de la Podolie et la signature de la Paix de Buczacz, le 18 octobre 1672. Selon les termes du traité, la voïvodie de Podolie est transformée en province ottomane. La voïvodie de Bracław et la partie sud de la voïvodie de Kiev sont reconnues comme territoires cosaques administrés par Dorochenko sous protectorat turc.
Pour Dorochenko, la guerre est un désastre. Le vaste territoire ukrainien a été dévasté, des villes ont été incendiées, et des centaines d'Ukrainiens ont été emmenés en captivité par les Tatars de Crimée.
Pendant ce temps, à l'été 1672, Demian Mnohohrichny a été remplacé par Ivan Samoïlovitch lors du Conseil cosaque qui s'est tenu près de Konotop. La rive droite dévastée par le pouvoir turc, Dorochenko a commencé à perdre le respect des civils qui lui étaient restés fidèles. Ses forces ayant été affaiblies par les guerres en cours, Dorochenko est contraint de compter de plus en plus sur les Ottomans. Cette alliance est de plus en plus impopulaire auprès de la majorité des Cosaques profondément chrétiens orthodoxes.
Le 17 mars 1672, le Conseil des dirigeants réuni à Pereyaslav a proclamé Samoïlovitch hetman de toute l'Ukraine. Cependant, le titre ne peut entrer en vigueur tant que Dorochenko n'a pas abdiqué. À l'été 1674, Samoïlovitch avec le Moscovite Grigory Romodanovsky (en) lancent une expédition contre Dorochenko et assiègent Tchyhyryne. En échange de quelques domaines fonciers, Mykhailo Khanenko remet son titre d'hetman à Samoïlovitch.
À l'automne 1675, au Conseil cosaque de Tchyhyryne, Dorochenko abdique et promet allégeance à Moscou devant Ivan Sirko. Cela ne suffit pas au gouvernement moscovite qui lui demande de se rendre sur la rive gauche pour abdiquer devant Samoïlovitch et Romodanovsky. Dorochenko ayant refusé de se soumettre, Samoïlovitch franchit le Dniepr avec 30 000 hommes et assiège Tchyhyryne, à l'automne 1676. Après plusieurs heures de combat, Dorochenko demande à la garnison de cesser toute résistance. Il abdique finalement le 19 septembre 1676. Il est arrêté et amené à Moscou où il est maintenu dans des conditions honorables à la condition de ne jamais revenir en Ukraine.

### Au service de la Russie

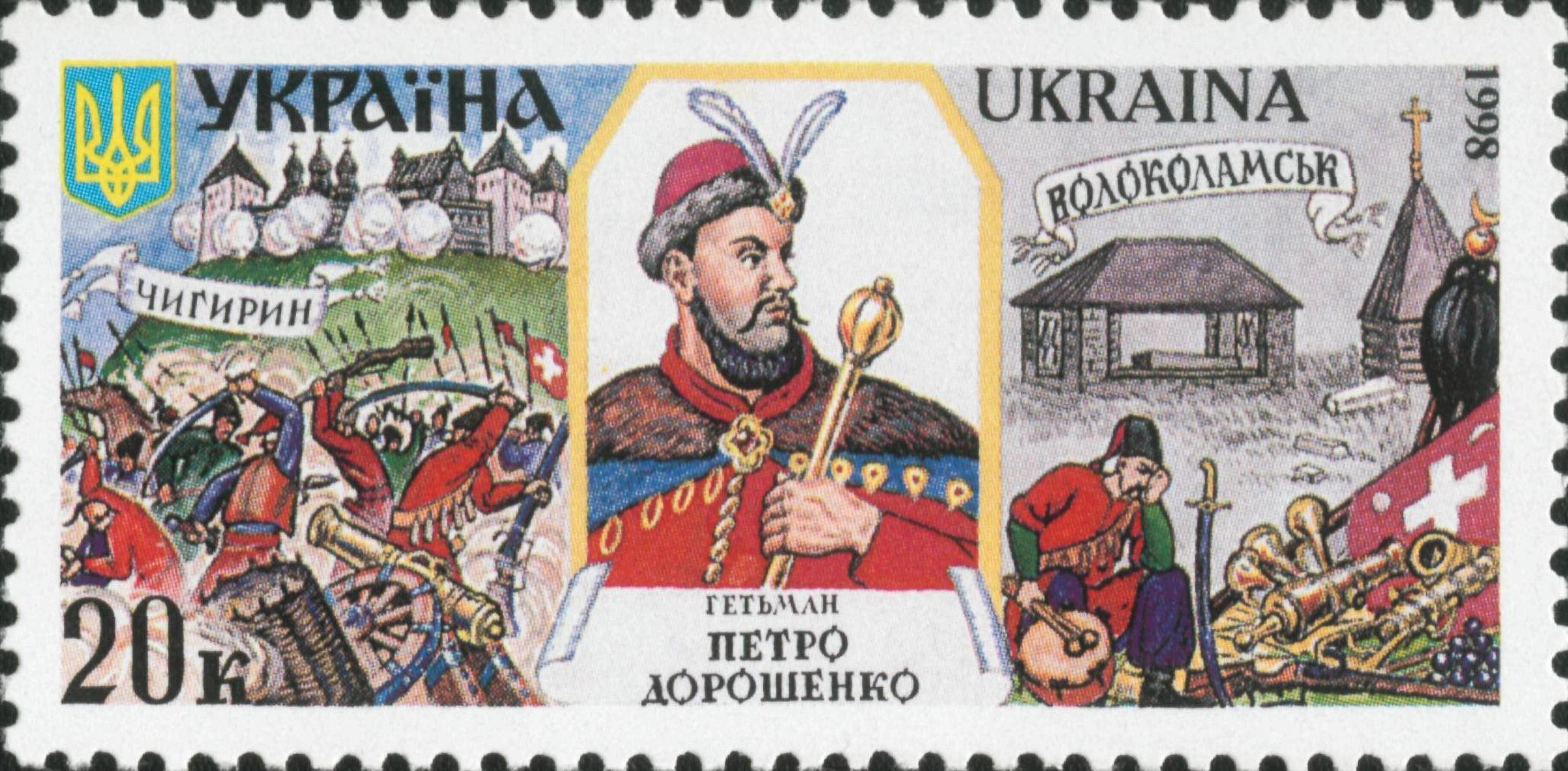
Timbre poste ukrainien à l'effigie de Petro Dorochenko

En 1676, Petro Dorochenko demande son pardon à Fédor III, le nouveau tsar de Russie. En 1679 il est nommé voïvode (gouverneur-duc) de Viatka dans le centre de la Russie.
Petro Dorochenko meurt le 19 novembre 1698 près de Volokolamsk. À ce jour, il reste un personnage controversé de l'histoire de l'Ukraine. Certains voient en lui un héros national, défenseur d'une Ukraine indépendante, tandis que d'autres considèrent qu'il n'était qu'un hetman cosaque avide de pouvoir qui a offert l'Ukraine à l'Empire ottoman en échange de la suzeraineté héréditaire sur sa terre natale.

## Articles liés

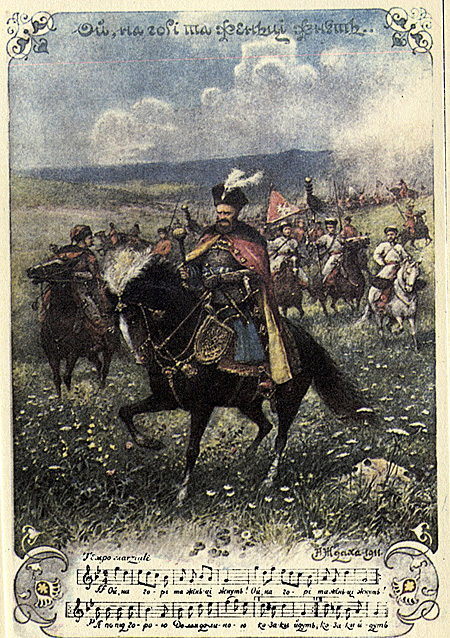
Représenté par Amvrosiy Jdakha pour la Marche Zaporogue.

- 1re brigade Petro Dorochenko.

## Mariage et descendance
Petro Dorochenko était marié à Agafya Eropkine, qui lui donna 3 enfants :
- Alexandre
- Pierre
- Catherine

## Sources
- Notices d'autorité :   - VIAF
  - ISNI
  - IdRef
  - LCCN
  - GND
  - Pologne
  - NUKAT
  - Tchéquie
  - WorldCat

- (en) Cet article est partiellement ou en totalité issu de l’article de Wikipédia en anglais intitulé « Petro Doroshenko » (voir la liste des auteurs).
- (en) Notice du musée du palais de Wilanów à Varsovie